# Radovan Karadžić
Radovan Karadžić (Servisch: Радован Караџић) (Petnjica, Montenegro, 19 juni 1945) is de oud-president van de Bosnische Serviërs, een Servische oorlogsmisdadiger, voormalig psychiater en oud-politicus, die door het Joegoslavië-tribunaal is berecht wegens oorlogsmisdaden tijdens de Bosnische Burgeroorlog in de jaren 90. Ten tijde van deze oorlog was hij leider van de Servische Republiek van Bosnië en Herzegovina.
In 1989 was Karadžić medeoprichter van de Servische Democratische Partij (SDS), een nationalistische Servische partij in de Republiek Bosnië en Herzegovina. Van 1992 tot 1995 was hij ook president van de Bosnische Serviërs. Nog voordat de oorlog in het voormalige Joegoslavië was afgelopen, werd Karadžić door het Joegoslavië-tribunaal in Den Haag beschuldigd van oorlogsmisdaden. Na dertien jaar voortvluchtig geweest te zijn werd hij in juli 2008 opgepakt en door de Servische autoriteiten uitgeleverd aan het Joegoslavië-tribunaal. Na een acht jaar durend proces werd Karadžić op 24 maart 2016 schuldig bevonden aan onder andere genocide in Srebrenica en in 2019 veroordeeld tot een levenslange gevangenisstraf.

## Jeugd
Karadžić werd geboren in Montenegro dat toen nog deel uitmaakte van de Socialistische Federale Republiek Joegoslavië. Servië kent veel clans, en de familie Karadžić was een van de belangrijke families binnen de Drobnjaci-clan. De vader van Radovan Karadžić, Vuko Karadžić, was lid van de Četniks, het leger van de regering van het Koninkrijk Joegoslavië in ballingschap. Dit Koninkrijk bestond van 1918 tot 1941. Na de Tweede Wereldoorlog werd zijn vader gevangengenomen door de Russen. Karadžić groeide daardoor grotendeels zonder vader op. In de jaren zestig verhuisde Karadžić naar Sarajevo waar hij medicijnen studeerde aan de universiteit van Sarajevo. Hij specialiseerde zich in de psychiatrie. Behalve in Sarajevo studeerde Karadžić ook in Denemarken (1970) en aan de Columbia University in New York (1974 en 1975). Na zijn terugkeer naar Joegoslavië werkte hij in de psychiatrische kliniek van het Koševo-ziekenhuis te Sarajevo. Naast zijn werk als arts schreef hij gedichten. Hierdoor ontmoette hij de Servische schrijver Dobrica Ćosić, die hem aanmoedigde om de politiek in te gaan.

## Fraude en veroordeling
In 1983 ging Karadžić aan de slag in een ziekenhuis in Voždovac, een buitenwijk van Belgrado. Samen met een vriend Momčilo Krajišnik, die in de mijnindustrie werkte, kreeg hij een lening voor 'landbouwontwikkeling'. Dit geld gebruikten ze om huizen voor zichzelf te bouwen in het chique ski-resort Pale. In november 1984 werden beiden gearresteerd en gedetineerd op verdenking van fraude. Karadžić zat elf maanden in voorarrest, toen hij via zijn netwerk op borgtocht vrijkwam en  het proces wegens gebrek aan bewijs werd stopgezet. Maar eind september 1985 werd het proces toch hervat. Karadžić werd uiteindelijk veroordeeld tot drie jaar gevangenschap, maar de straf zou nooit ten uitvoer worden gebracht, omdat hij reeds een jaar had vastgezeten.

## Het uiteenvallen van Joegoslavië
Karadžić was in 1988 medeoprichter van de Srpska Demokratska Stranka (Nederlands: Servische Democratische Partij). Terwijl deelrepublieken die Joegoslavië vormden, zoals Macedonië, Slovenië, Kroatië en Bosnië-Herzegovina zich wilden afscheiden van Joegoslavië, wilden de in Kroatië en Bosnië wonende Serviërs binnen de Joegoslavische federatie blijven. De SDS wilde de Serven binnen verschillende deelrepublieken verenigen, om vervolgens een Servische Republiek uit te roepen die deel zou blijven uitmaken van Joegoslavië. Op 24 oktober 1991 werd de Servische Assemblee opgericht, een vertegenwoordigend orgaan dat zegt alle Serviërs binnen Bosnië-Herzegovina te vertegenwoordigen. Karadžić was in die tijd een leidend politicus en riep - conform de wensen van de SDS - een aantal autonome Servische gebieden uit binnen Bosnië-Herzegovina.
In november 1991 vond onder Bosnische Serviërs een referendum plaats. Een grote meerderheid koos voor een federale staat gevormd door Bosnië, Montenegro en Servië. Deze staat zou deel uit moeten maken van Joegoslavië. Op 9 januari 1992 riep de Bosnisch-Servische Assemblee de Republika Srpskog naroda Bosne i Hercegovine (Nederlands: Republiek van Serven van Bosnië-Herzegovina) uit. Op 28 februari 1992 werd de grondwet van deze nieuwe en nimmer als staat erkende republiek aangenomen, waarbij werd verklaard dat alle Servische gebieden tot de Republika Srpska (Servische Republiek) behoorden en dat de republiek deel uitmaakte van Joegoslavië.
De regering van de Republiek Bosnië-Herzegovina hield, aangemoedigd door de Europese Unie en de Verenigde Naties, op 29 februari en 1 maart 1992 een referendum met de vraag of Bosnië-Herzegovina onafhankelijk moest worden. De Bosniërs (met name de Bosnische Kroaten en Bosniakken) stemden in meerderheid voor onafhankelijkheid. Vele Bosnische Serviërs, aangemoedigd door Karadžić, boycotten dit referendum. Er werd door ruim 63% van de 3,1 miljoen Bosnische stemgerechtigden gestemd, hiervan koos 99,43% voor onafhankelijkheid van Joegoslavië.
Op 5 april 1992 verklaarde de regering van de Republiek Bosnië-Herzegovina de onafhankelijkheid. Op 6 april 1992 werd de Republiek Bosnië-Herzegovina internationaal erkend als zelfstandige staat en in mei 1992 lid van de Verenigde Naties. Het leger van de Bosnische Serviërs, onder leiding van Karadžić, begon op dezelfde dag de aanval op de Bosnische hoofdstad Sarajevo. De omsingeling van de stad duurde tot eind 1995 en kostte ruim 12 duizend mensen het leven. Het merendeel daarvan waren burgers van alle in Bosnië wonende etnische groepen. Een maand na het begin van de belegering riep Karadžić zichzelf uit tot president van de ook door hem uitgeroepen Servische Republiek. Op 12 mei 1992 presenteerde hij een 'zes-punten plan' dat onder andere inhield dat de volkeren in Bosnië-Herzegovina moeten worden gescheiden. Generaal Ratko Mladic, later eveneens beschuldigd wegens oorlogsmisdaden, verklaarde destijds: "Mensen zijn geen sleutels die je uit de ene in de andere zak kan verplaatsen. Dit, mijne heren, is massamoord, ik weet niet hoe de heren Karadžić en Krajisnik dit later aan de wereld willen uitleggen."
In april, mei en juni werden door het leger van de Bosnische Serviërs grote delen van Noord- en Oost-Bosnië-Herzegovina ingenomen. Honderdduizenden sloegen op de vlucht. In vele steden (onder andere Višegrad, Foča, Prijedor, Kozarac, Bijeljina, Banja Luka, Sanski Most, Bratunac, Zvornik en Vlasenica) vonden tienduizenden burgers de dood.

## Bosnische Oorlog
Wat volgde is wat later bekend is geworden als de Bosnische Burgeroorlog, die duurde van 1992 tot 1995. Al voor het eerde genoemde referendum bestonden van de drie etnische groepen (Kroaten, Bosniakken en Serviërs) eigen legertjes paramilitairen. De Serviërs - die tegen afsplitsing waren - werden gesteund door het Joegoslavisch Volksleger. Door het wapenembargo kon het regeringsleger van Bosnië-Herzegovina waarin alle Bosnische etniciteiten werden vertegenwoordigd, aanvankelijk op weinig steun rekenen.
In 1992 - het begin van de oorlog - vochten de Bosnische Kroaten en de Bosnische moslims samen tegen de Bosnische Serviërs. De Serviërs hadden inmiddels een eigen republiek uitgeroepen. Maar in 1993 ontstond er ook strijd tussen het Bosnische regeringsleger en de HVO van Bosnische Kroaten, omdat ook de Kroaten een territorium van Bosnië wilden inlijven. In 1994 sloten de Bosnische president Alija Izetbegović en Bosnische Kroaten vrede na tussenkomst van de Kroatische president Franjo Tudjman.
Al in juni 1992 breidde de VN-Veiligheidsraad het mandaat van de VN-Vredesmacht UNPROFOR uit naar Bosnië-Herzegovina. UNPROFOR kon echter weinig uitrichten; ze werden gehinderd door een beperkt mandaat, beperkte middelen en gebrek aan bereidheid van de internationale gemeenschap (met name Rusland, de Verenigde Staten, Groot-Brittannië en Frankrijk) om gewapenderhand in te grijpen. Hierdoor kon UNPROFOR niet voorkomen dat de etnische zuiveringen tijdens de Bosnische Burgeroorlog, gepland door Karadžić, onverminderd doorgingen. Na de Val van Srebrenica en een mortieraanval op een drukbezochte markt in Sarajevo veranderde het internationale politieke klimaat. De internationale gemeenschap zette een Rapid Reaction Force in. Dit dwong de nationalistische Serviërs tot het beëindigen van de gewapende strijd. Vervolgens werd het Verdrag van Dayton gesloten. In het Verdrag van Dayton werd bepaald dat Bosnië-Herzegovina een federale republiek werd bestaande uit twee afzonderlijke deelstaten: de Republiek Srpska in het inmiddels door Serviërs bewoonde deel en de Federatie van Bosnië en Herzegovina in het door moslims en Kroaten bewoonde deel. Het verdrag werd ondertekend in Parijs op 14 december 1995.

## Aangeklaagd door het Joegoslavië-tribunaal

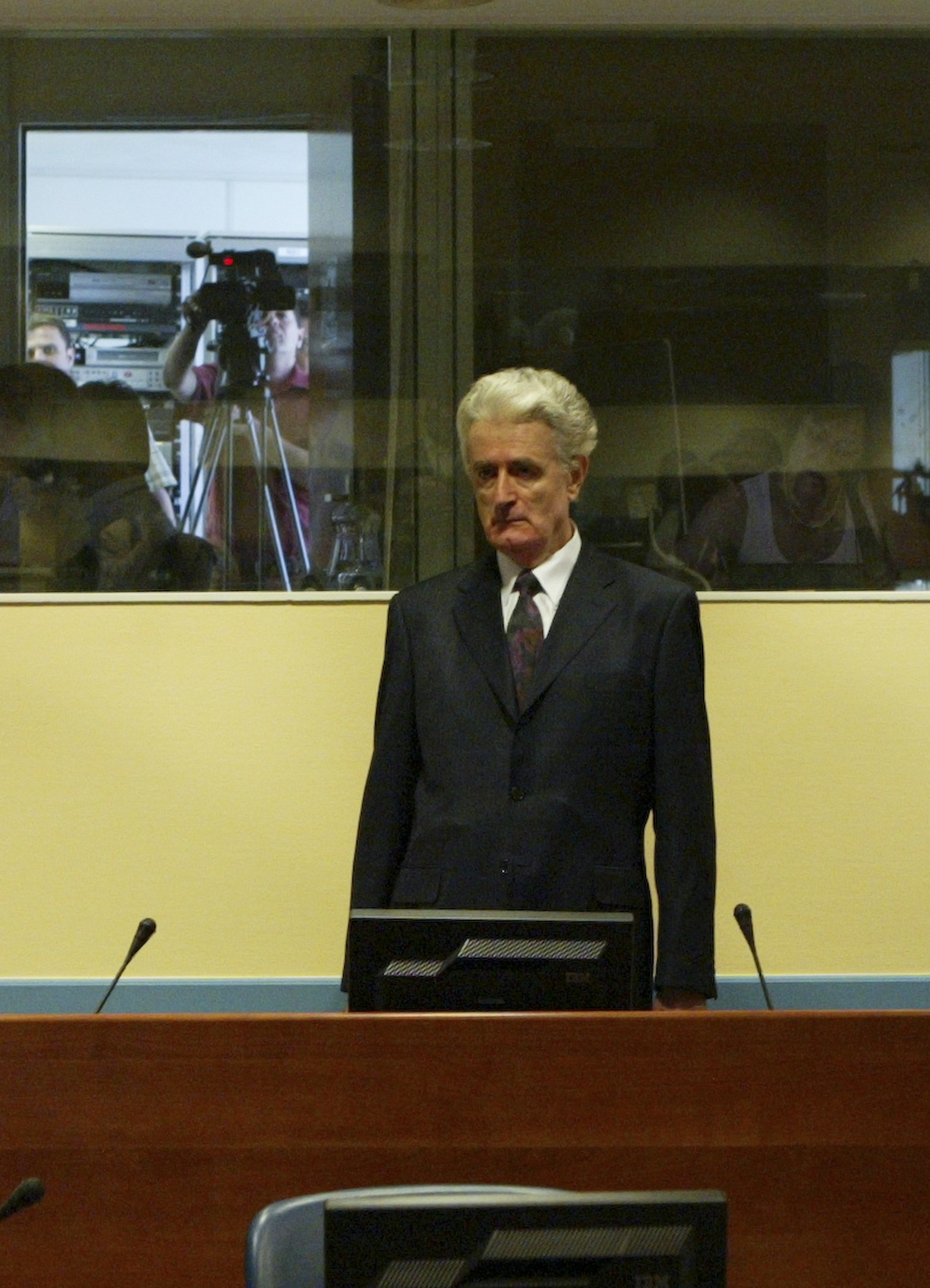
Karadžić tijdens de eerste zitting van zijn strafproces, op 31 juli 2008

Als president en bevelhebber werd Karadžić ervan beschuldigd bevel gegeven te hebben tot de etnische zuiveringen van Kroaten en Bosnische moslims. Nog voordat de Bosnische Burgeroorlog afgelopen was, is hij door het Joegoslavië-tribunaal aangeklaagd wegens oorlogsmisdaden en genocide.
Radovan Karadžić bleef dertien jaar voortvluchtig en behoorde gedurende die tijd samen met Ratko Mladić tot de door het tribunaal meest gezochte aangeklaagde personen uit de Bosnische Burgeroorlog. Hij had zich vermomd door een grote bril te dragen en door een lange witte baard en zijn geheel grijs geworden haar te laten groeien, en hij leefde onder de valse naam Dragan Dabić. Karadžić was hierdoor zo goed als onherkenbaar. Op het moment van zijn arrestatie was hij werkzaam als alternatief genezer in een privékliniek in Nieuw-Belgrado.

## Arrestatie en overdracht
Karadžić werd op 21 juli 2008 in Belgrado, de hoofdstad van Servië, in een lijnbus gearresteerd en overgebracht naar de onderzoeksrechter van het oorlogsmisdadentribunaal in diezelfde stad. De Servische autoriteiten kwamen Karadžić op het spoor doordat hij in juni naar een familielid in Bosnië had gebeld van wie de telefoon werd afgetapt. Vervolgens werd hij eerst een maand geschaduwd alvorens te worden opgepakt. Op 30 juli werd hij naar de gevangenis in Scheveningen overgebracht. Donderdag 31 juli verscheen Karadžić voor de eerste keer voor het Hof in Den Haag. Tijdens deze zitting werd beknopt de aanklacht tegen zijn persoon voorgelezen, omdat Karadžić het niet nodig vond dat de gehele aanklacht werd voorgelezen. In de zitting verklaarde Karadžić meer tijd nodig te hebben om zijn dossier te bestuderen. Op dit verzoek ging het Hof in en het plande een nieuwe zitting op 29 augustus. Ook verklaarde Karadžić zichzelf te zullen verdedigen. Daarnaast maakte hij het Hof duidelijk te vrezen voor zijn leven en beweerde hij dat zijn arrestatie en overdracht vanuit Belgrado naar Nederland niet reglementair waren.

## Proces Karadžić
Op de eerste zitting van zijn proces op 26 oktober 2009, waren zowel Karadžić als zijn talrijke juridische adviseurs afwezig. Als reden voor deze afwezigheid haalde Karadžić het argument van tijdsgebrek aan, dat hem zou beletten zijn dossier grondig genoeg door te kunnen nemen. De dag daarop ging het proces van start zonder de beklaagde.
Op 24 maart 2016 werd hij veroordeeld tot 40 jaar celstraf. Hij werd schuldig bevonden aan genocide in Srebrenica, misdaden tegen de menselijkheid in twintig Bosnische gemeentes, gijzeling van VN-vredessoldaten en verantwoordelijkheid voor de beschieting van Sarajevo. Op 20 maart 2019 werd hij in hoger beroep veroordeeld tot een levenslange gevangenisstraf. Op 12 mei 2021 werd bekendgemaakt dat hij van Nederland zou worden overgeplaatst naar het Verenigd Koninkrijk. Later die maand is hij overgebracht naar een extra beveiligde gevangenis op het eiland Wight waar hij de rest van zijn levenslange gevangenisstraf zal moeten uitzitten.
- Bibsys: 12043607
- Biblioteca Nacional de España: XX1530462
- Bibliothèque nationale de France: cb12433746q (data)
- Gemeinsame Normdatei: 119300354
- International Standard Name Identifier: 0000 0001 1055 1154
- Library of Congress Control Number: n96083762
- Nationale Bibliotheek van Tsjechië: jx20041202001
- Nationale bibliotheek van Australië: 35960044
- Nationale Bibliotheek van Israël: 987007347147105171
- Nationale Bibliotheek van Polen: a0000001758334
- Nationale en Universitaire bibliotheek Zagreb: 000033845
- Nederlandse Thesaurus van Auteursnamen: 315621095
- LIBRIS: 66173
- Système universitaire de documentation: 033475377
- Trove: 1163790
- Virtual International Authority File: 37009306
- WorldCat: E39PBJvt676K6XjPFPBg67D8YP